# Chinese haas
De Chinese haas (Lepus sinensis)  is een zoogdier uit de familie van de hazen en konijnen (Leporidae). De wetenschappelijke naam van de soort werd voor het eerst geldig gepubliceerd door John Edward Gray in 1832.

## Voorkomen
De soort komt voor in China, Taiwan en Vietnam.